# Helcogrammoides antarcticus
Helcogrammoides antarcticus is een straalvinnige vissensoort uit de familie van drievinslijmvissen (Tripterygiidae). De wetenschappelijke naam van de soort is voor het eerst geldig gepubliceerd in 1982 door Tomo.